# Материки моей планеты
«Материки моей планеты» — тринадцатый студийный альбом российской рок-группы «Ногу Свело!», релиз которого состоялся 13 октября 2017 года на радио «Комсомольская правда». Первые концертные исполнения альбома прошли 26 октября того же года в Москве и 29 октября в Санкт-Петербурге. В него также вошли три ремикса треков, ставших хитами в ранее вышедших альбомах, — «Игры с огнем», «Судак» и «Материки моей планеты». На эти песни были сняты видеоклипы в поддержку альбома.

## История создания
Воодушевленные успехом изданных в 2016 году синглов «Русский алфавит» и «Игры с огнем», Максим Покровский принимает решение о выпуске нового альбома, работа над которым завершается в Нью-Йорке. Там же снимается часть видеоклипа «Игры с огнём». По сути эта работа повествует о том, как музыкант провёл последние несколько лет своей жизни, постоянно путешествуя с одного континента на другой. Вторая часть клипа снимается на одном из московских концертов. Режиссёром монтажа становится Михаил Вексель. Премьера нового видео состоялась 19 июня 2017 года.
Летом 2017 года в поддержку записанного для альбома трека «Судак» на Youtube-канале группы начинает работу видеоблог «SUDACK TV», который представляет из себя зарисовки из повседневной жизни Максима Покровского, ролики с гастролей и репетиций группы, отрывки из концертов. В течение сентября 2017 года группа выпускает два клипа на песню «Судак» и новое видео на сингл «Ватрушки» (реж. Михаил Вексель), который представляется как «Песня о безумном мире и безумной любви к нему, о странном и, в то же время, восхищенном отношении к тому, что происходит вокруг всех нас».
Премьера последнего видео на заглавную песню альбома «Материки моей планеты» состоялась 22 января 2018 года на телеканале «Дождь». Режиссёром клипа выступил сам Максим Покровский, продюсером Frea King. Клип был снят снят в августе 2017 года на Fire Island (штат Нью-Йорк).

## Критика
Альбом получил разнонаправленные отзывы критиков и интернет-издателей. Рецензент сайта rockcult.ru отметил в альбоме как наличие экспериментального начала, так и средний уровень концепции альбома, связанный с общим стилем альбома, выбивающимся из линии группы «Ногу свело!», и включением ремиксов более ранних песен. В то же время Intermedia.ru отмечает, что «омолаживание» песен пошло группе и Максиму Покровскому только на пользу, хотя само издание и предупреждает о наличии в альбоме ненормативной лексики.

## Список композиций
| №                   | Название                        | Длительность |
| ------------------- | ------------------------------- | ------------ |
| 1.                  | «Ватрушки»                      | 4:07         |
| 2.                  | «Материки моей планеты»         | 3:42         |
| 3.                  | «Русский алфавит»               | 3:34         |
| 4.                  | «Rocking Horse»                 | 3:35         |
| 5.                  | «Судак»                         | 3:20         |
| 6.                  | «Леденец»                       | 2:51         |
| 7.                  | «Игры с огнём»                  | 4:22         |
| 8.                  | «Fast Food Kids»                | 3:18         |
| 9.                  | «Туда-сюда»                     | 3:15         |
| 10.                 | «Крокодиловый народ»            | 2:54         |
| 11.                 | «Динь-динь»                     | 3:11         |
| 12.                 | «Ты судак (feat. MusicSnake)»   | 2:35         |
| 13.                 | «Русский алфавит (Edviq Remix)» | 4:27         |
| Общая длительность: | Общая длительность:             | 45:00        |